# Libertas Livorno
A.D. Libertas Liburnia Basket Livorno, también conocido por motivos de patrocinio como Only One Libertas Livorno, es un club de baloncesto italiano con sede en la ciudad de Livorno, en Toscana, que actualmente juega en la Serie C Silver, el segundo grupo de la cuarta categoría del baloncesto en Italia. Fue fundada en 1947, y tras su desaparición en 1994, se refundó en 2004.

## Historia
Fundado en 1947, alcanzó la máxima categoría del baloncesto italiano en 1959, manteniéndose en la misma hasta 1968. Regresó en 1970 por una única temporada, y posteriormente jugaría entre 1981 y 1994, salvo una temporada en la que descendió a la Serie A2. Tras fusionarse con otro equipo de la ciudad, el Pallacanestro Livorno, el club llegó a la bancarrota en 1994.
Otro equipo representó mientras tanto a la ciudad en la máxima categoría, el Basket Livorno. En 2004 el equipo renació, empezando a competir en la Serie D, logrando en 2017 el acceso a la Serie B.

## Denominaciones
A lo largo de los años, debido a los patrocinios, el equipo ha sido conocido como:
| Libertas Livorno - Fargas Livorno (1966–68) - Peroni Livorno (1982–85) - Cortan Livorno (1985–86) - Boston Livorno (1986–87) - Enichem Livorno (1987–89) - Enimont Livorno (1989–90) - Baker Livorno (1991–94) | Pallacanestro Livorno - Magnadyne Livorno (1980–81) - Rapident Livorno (1981–84) - O.T.C. Livorno (1984–85) - Allibert Livorno (1985–89) - Garessio 2000 Livorno (1989–90) - Tombolini Livorno (1990–91) |

## Jugadores destacados
| Libertas Livorno - Alessandro Fantozzi 10 temporadas: '81-'91 - Flavio Carera 9 temporadas: '83-'92 - Andrea Forti 9 temporadas: '83-'92 - Alberto Tonut 7 temporadas: '84-'91 - Jeff Cook 1 temporada: '86-'87 - Lee Johnson 1 temporada: '87-'88 - Scott May 1 temporada: '87-'88 - Joe Binion 3 temporadas: '88-'91 - Wendell Alexis 2 temporadas: '88-'90 - David Wood 1 season: '88-'89 - Anthony Jones 1 temporada: '90-'91 - Jay Vincent 1 temporada: '91-'92 - Elvis Rolle 1 temporada: '91-'92 - Micheal Ray Richardson 2 temporadas: '92-'94 - Žan Tabak 1 temporada: '92-'93 - Gianmarco Pozzecco 1 temporada: '93-'94 | Pallacanestro Livorno - Claudio Bonaccorsi 8 temporadas: '83-'91 - Elvis Rolle 5 temporadas: '85-'88, '89-'91 - Rafael Addison 4 temporadas: '87-'91 - Nino Pellacani 1 temporada: '87-'88 - Brad Wright 1 temporada: '88-'89 - Leonardo Sonaglia 1 temporada: '90-'91 |